# Городское поселение посёлок Ленинский
Городско́е поселе́ние посёлок Ленинский — муниципальное образование в Алданском районе Якутии Российской Федерации.
Административный центр — пгт Ленинский.

## История
Статус и границы городского поселения установлены Законом Республики Саха (Якутия) от 30 ноября 2004 года N 173-З N 353-III «Об установлении границ и о наделении статусом городского и сельского поселений муниципальных образований Республики Саха (Якутия)»

## Население
| 2011  | 2012  | 2013  | 2014  | 2015  | 2016  | 2017  |
| ----- | ----- | ----- | ----- | ----- | ----- | ----- |
| 3051  | ↘3031 | ↘3004 | ↘2929 | ↘2860 | ↘2811 | ↘2759 |
| 2018  | 2019  | 2020  | 2021  | 2023  |       |       |
| ↘2726 | ↘2630 | ↘2598 | ↗2735 | ↘2644 |       |       |

## Состав городского поселения
| № | Населённый пункт | Тип населённого пункта      | Население |
| - | ---------------- | --------------------------- | --------- |
| 1 | Лебединый        | пгт                         | ↘905      |
| 2 | Ленинский        | пгт, административный центр | ↘1715     |
| 3 | Орочён 1-й       | село                        | ↗17       |
| 4 | Якокут           | село                        | ↘8        |